# König (motorenfabriek)

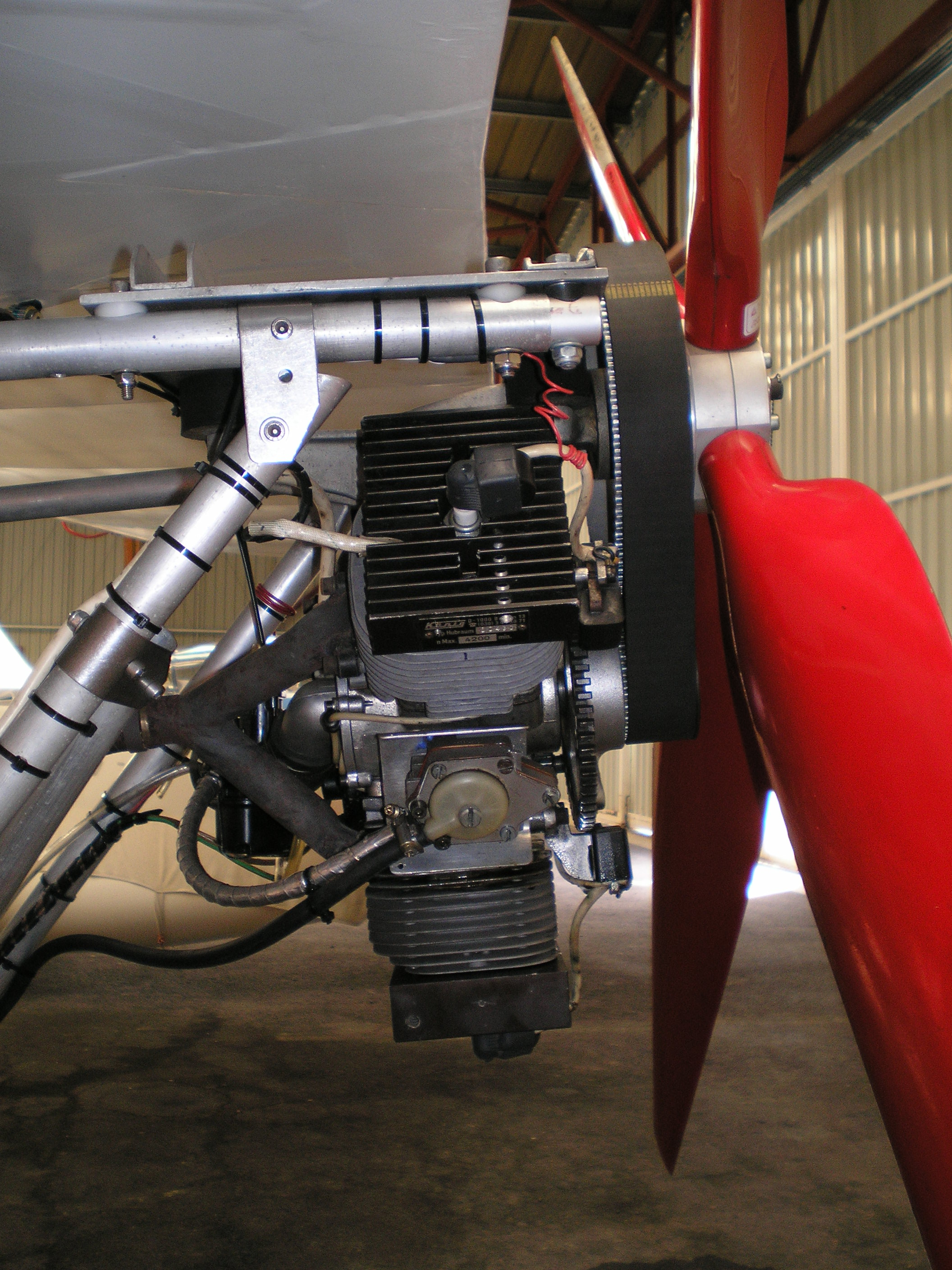
König SC 430

König is een producent van buitenboordmotoren die ook door racemotoren bekend werd.
König in Berlijn bouwde al voor de Tweede Wereldoorlog tweetakt buitenboordmotoren, die veel meer vermogen leverden dan de meeste tweetakten in motorfietsen. Begin jaren zeventig werd de König-viercilinder-boxermotor ontdekt als krachtbron voor zijspanracecombinaties en niet veel later verschenen er ook 500 cc soloracers. Onder leiding van coureur Kim Newcombe werd een race afdeling in het bedrijf opgezet.